# Jan Zwierz
Jan Zwierz (ur. 8 września 1903 w Grądach k. Brzeska, zm. 19 maja 1995 w Ropczycach) – ksiądz katolicki, doktor teologii, pedagog, działacz społeczny.

## Życiorys

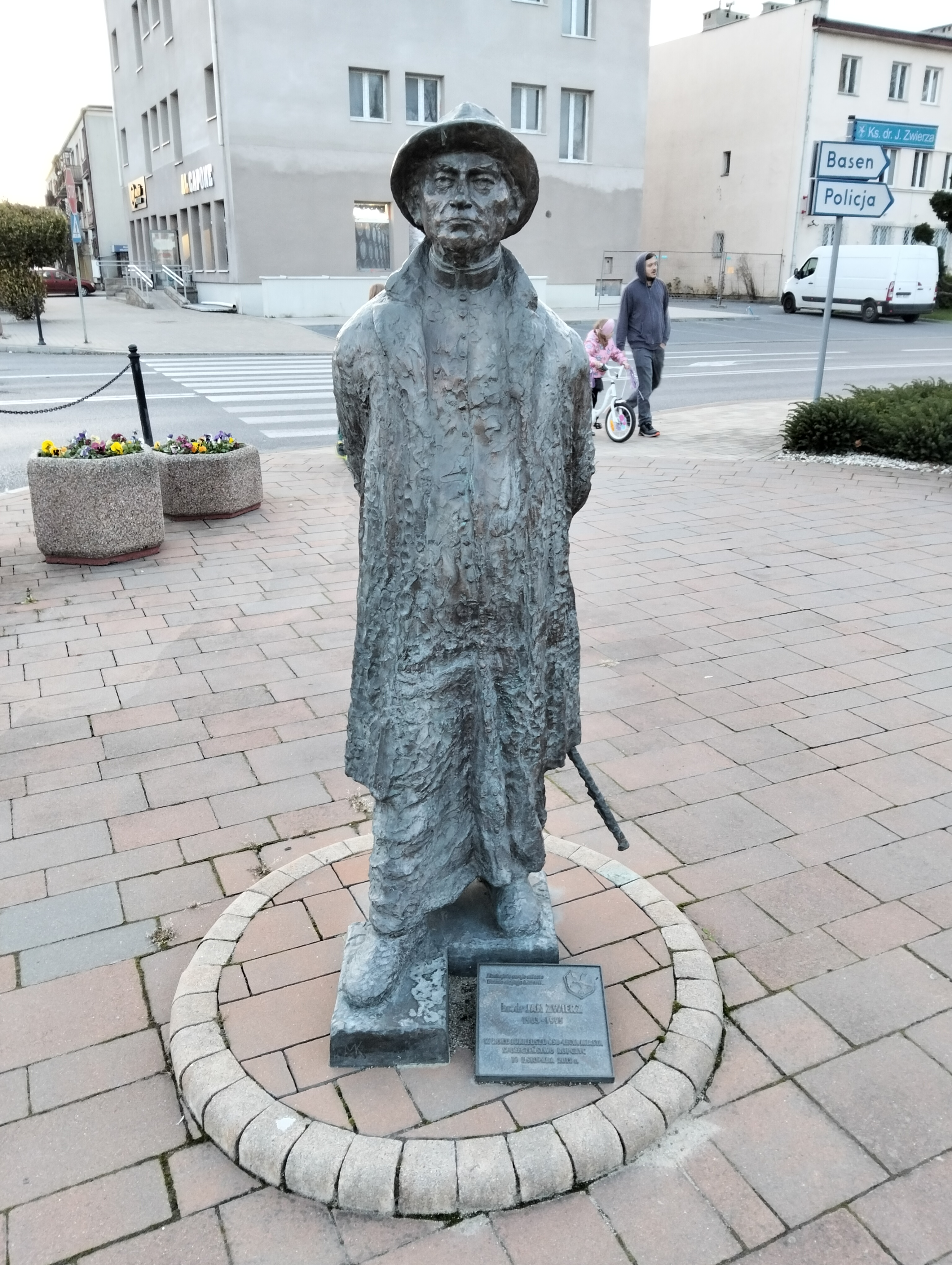
Pomnik na Rynku w Ropczycach

Rodzicami Jana Zwierza byli Józef, pracownik Nadzoru Telefonów i Telegrafu w Tarnowie oraz Waleria z Muchów. Po ukończeniu szkoły powszechnej, w 1914 roku zdał egzaminy do I Gimnazjum im. Kazimierza Brodzińskiego, lecz rozpoczęciu nauki w tej szkole przeszkodził wybuch I wojny światowej i powołanie ojca do armii austriackiej. Wraz z matką (zmarła w 1916) powrócił do rodzinnej wsi, uczęszczając do gimnazjum w Brzesku. Po zakończeniu wojny, wraz z ojcem i jego drugą żoną przeprowadził się ponownie do Tarnowa, gdzie w 1922 roku uzyskał w I Gimnazjum świadectwo dojrzałości i wstąpił do Seminarium Duchownego. Święcenia kapłańskie otrzymał 29 czerwca 1926 roku z rąk biskupa Leona Wałęgi.
Po krótkim pobycie w parafii Najświętszej Maryi Panny Matki Kościoła i św. Jakuba Apostoła w Brzesku został 2 listopada 1926 roku skierowany jako wikariusz do parafii Przemienienia Pańskiego w Radomyślu Wielkim. Pracował tam do września 1929 roku, kiedy został przeniesiony do parafii Przemienienia Pańskiego w Ropczycach, z którą miał związać się do końca życia. Poza obowiązkami duszpasterskimi uczył religii w szkołach powszechnych, miejscowym gimnazjum i seminarium nauczycielskim. W 1937 roku był współzałożycielem Towarzystwa Przyjaciół Miasta Ropczyc (późniejsze Towarzystwo Przyjaciół Ziemi Ropczyckiej) i jego pierwszym przewodniczącym. Podczas okupacji hitlerowskiej zaangażował się w organizację w Ropczycach nowych szkół: ogrodniczej i mechanicznej. Nauka w nich chroniła młodzież przed wywózką na roboty przymusowe do Rzeszy. Zaraz po wyzwoleniu, pod koniec 1944 roku, uruchomiono w mieście dzięki jego staraniom Gimnazjum i Liceum Mechaniczne, a wkrótce potem Szkołę Ogrodniczą. Jan Zwierz był do 1949 roku dyrektorem obydwu szkół.
Po zakończeniu wojny ksiądz Zwierz rozpoczął studia teologiczne na Uniwersytecie Jagiellońskim, uzyskując w 1950 roku tytuł magistra, zaś cztery lata później doktorat. Nie zaprzestał pracy społecznej, był między innymi w latach 1958–1964 przewodniczącym Rady Gminnej Kasy Spółdzielczej (od 1961 roku Banku Spółdzielczego w Ropczycach). Był również przewodniczącym miejscowego koła Polskiego Związku Emerytów, Rencistów i Inwalidów i został wyróżniony członkostwem honorowym tej organizacji. Działał w zarządach Spółdzielni Ogrodniczo-Pszczelarskiej i Gminnej Spółdzielni "Samopomoc Chłopska".
Zmarł 19 maja 1995 roku i został pochowany na miejscowym cmentarzu parafialnym. Ceremonii pogrzebowej przewodniczył biskup Edward Białogłowski. Jeszcze w tym samym roku jednej z ropczyckich ulic nadano imię księdza doktora Jana Zwierza, zaś w czerwcu 1998 roku Zespół Szkół w Ropczycach, kontynuujący tradycje placówki działającej od 1944 roku, również otrzymał jego imię.

## Odznaczenia
- Krzyż Kawalerski Orderu Odrodzenia Polski
- Złoty Krzyż Zasługi (29 kwietnia 1947, przyznany przez Bolesława Bieruta za „zasługi w pracy społecznej i gospodarczej”)[1][2]
- Wpis do „Księgi zasłużonych dla województwa rzeszowskiego” (1986)[3]